# 武井義明
武井 義明（たけい よしあき、1934年（昭和9年）1月24日 - 1994年（平成6年）8月2日）は、日本のジャズシンガー。

## 経歴
高知県高知市出身、中央大学卒業。在学中にフランク武井の名でジャズののど自慢大会に優勝してプロ入りし疋田ブラザーズ楽団の専属歌手となる。ジョージ川口、与田輝雄らとコンボで歌い、その後ソロへ転向。
1959年12月31日、第10回NHK紅白歌合戦に初出場した（詳細は下記参照）。
戦後の第一次ジャズブームの中では最年少であった。
日清ちびっこのどじまん（フジテレビ）の審査員を務めた。

## 主なディスコグラフィー
- 深夜の女（1958年9月）
作詞：松坂直美／作曲：牧野昭一
- 雨の旅愁（1960年6月）
作詞：宮沢章二／作曲：吉田正
- あつまれ男の子

## NHK紅白歌合戦出場歴
| 1959年（昭和34年）/第10回 | 国境の南 | 朝丘雪路 |
| - 第10回はラジオ中継による音声と歌唱している様子を撮影した写真が現存する。 - この第10回紅白は2009年4月29日放送のNHK-FM『今日は一日“戦後歌謡”三昧』の中で、武井の歌を含め全編の音声が再放送された（音声はモノラル）。 |          |          |